# Hiệu ứng rắn hổ mang
Hiệu ứng rắn hổ mang xảy ra khi một giải pháp nhằm giải quyết vấn đề lại khiến vấn đề trở nên tồi tệ hơn, là một hậu quả không lường trước được. Thuật ngữ này được sử dụng để minh họa các nguyên nhân kích thích không chính xác trong kinh tế và chính trị.

## Nguồn gốc

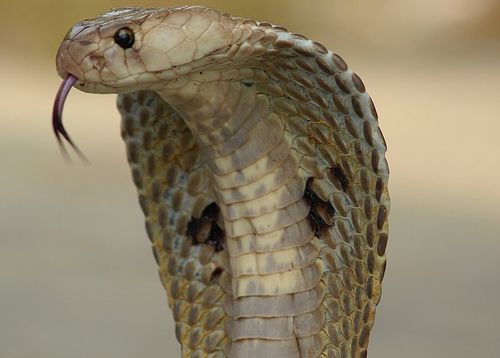
Rắn hổ mang Ấn Độ